# Koncern Kałasznikow
Koncern Kałasznikow (ros. Концерн «Калашников»; dawniej Iżmasz) – rosyjski koncern zbrojeniowy i przemysłu maszynowego, z siedzibą w Iżewsku, skupiający przedsiębiorstwa produkujące broń strzelecką, amunicję, narzędzia, obrabiarki, mikrosamochody elektryczne, a wcześniej także samochody i motocykle. 
Nazwa koncernu była skrótem od Iżewskij Maszynostroitielnyj Zawod (Iżewski Zakład Budowy Maszyn), będącego także nazwą głównego z przedsiębiorstw. Pełna nazwa brzmiała: OAO Koncern Iżmasz (ros. ОАО Концерн "Ижмаш"), w sierpniu 2013 roku zmienił nazwę na OAO Koncern Kałasznikow. Działa obecnie w formie otwartej spółki akcyjnej (ros. OAO). Zakłady mieszczą się w Iżewsku, nad Zalewem Iżewskim na rzece Iż. W toku historii, z zakładów wydzieliły się osobne przedsiębiorstwa, jak IżAwto. Odrębnym przedsiębiorstwem był natomiast Iżewskij Miechaniczeskij Zawod.

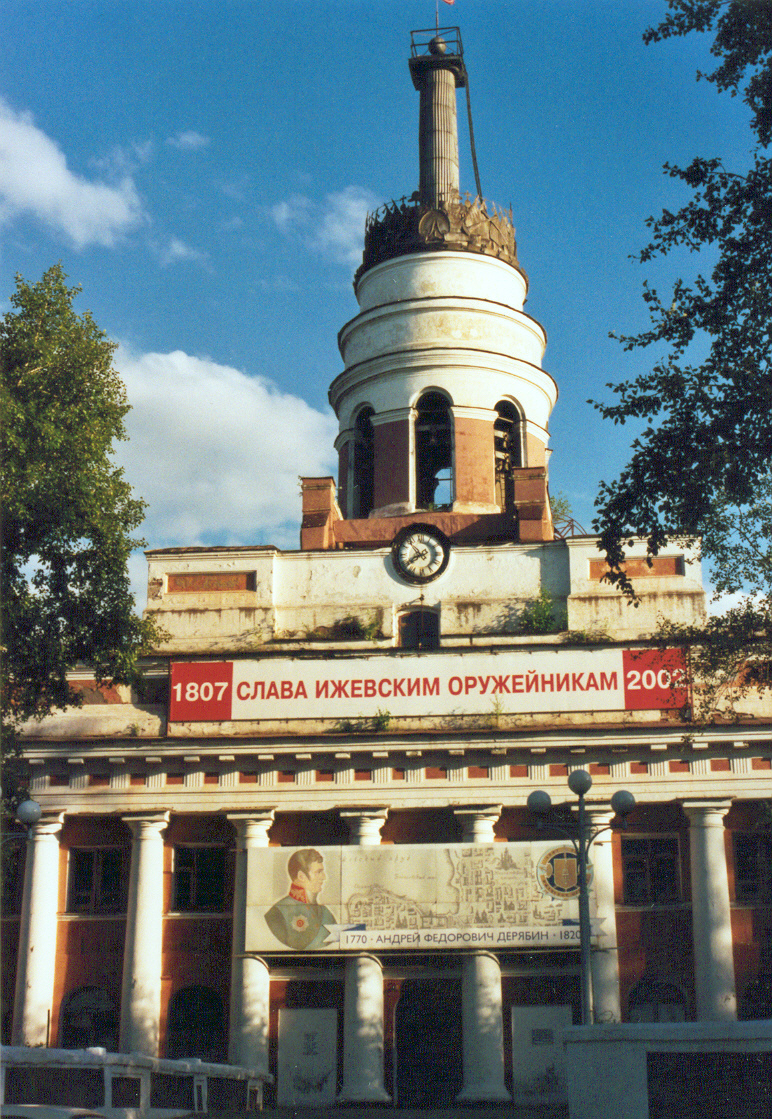
Główny historyczny budynek zakładów, z wieżą będącą symbolem zakładów i Iżewska.

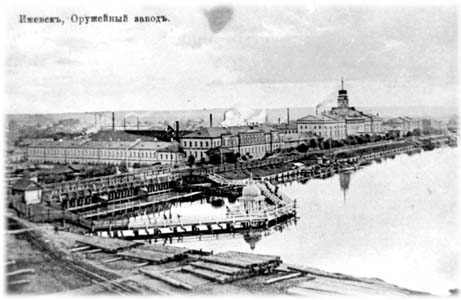
Zdjęcie zakładów z 1916

Znak producenta to strzała w trójkącie (tzw. Iżewsk, nieoficjalnie od miasta i pełnej nazwy).

## Powstanie zakładów i produkcja zbrojeniowa
Państwowe zakłady produkujące uzbrojenie i broń strzelecką zostały założone w Iżewsku w 1807 roku przez cara Aleksandra I, początkowo pod nazwą Iżewskij Orużejnyj Zawod (Iżewskie Zakłady Uzbrojenia). Zakłady były jednym z głównych producentów broni strzeleckiej dla armii Cesarstwa Rosyjskiego, a później Armii Czerwonej. Produkowano w nich m.in. karabiny Berdan, później Mosin, rewolwery Nagant i karabiny maszynowe Maxim. Podczas I wojny światowej zakłady wyprodukowały 1,5 mln karabinów, a podczas II wojny światowej – 11 milionów. W 1942 utworzono z pomocą Iżmaszu odrębne przedsiębiorstwo zbrojeniowe w Iżewsku, w innym miejscu, Iżewskij Miechaniczeskij Zawod.
Po II wojnie światowej zakłady Iżmasz stały się producentem karabinka Kałasznikowa, a także innych modeli broni na rynek wojskowy i cywilny, w tym sportowej i myśliwskiej. 
Produkty m.in.:
- karabiny i karabinki wojskowe:
  - 7,62 mm: AK, AK-103, SWD, SW-98
  - 5,45 mm: AK-74, AK-107, AN-94
- 5,56 mm: AK-101, SW-99
- pistolety maszynowe:
  - PP-19 Bizon, Kedr
- broń myśliwska:
  - strzelba Sajga, Korszun, Bars, Łos'
- działka lotnicze:
  - GSz-30-1, GSz-6-23, NS-37

## Produkcja cywilna
Od końca XIX wieku zakłady zajmowały się też metalurgią. W 1939 roku wydzielono z nich Iżewskij Mietałłurgiczeskij Zawod (Iżewskie Zakłady Metalurgiczne). 
Od 1930 Iżmasz rozpoczął produkcję obrabiarek. Produkcja ta kontynuowana jest do chwili obecnej, przez spółkę-córkę OAO Iżmaszstanko (skrót: Iżstanko).
W latach 30 XX wieku w ramach kombinatu uruchomiono produkcję motocykli, przez co Iżmasz stał się jednym z głównych (i pierwszych) producentów motocykli w ZSRR, pod marką IŻ (ros. ИЖ). Specjalizował się przede wszystkim w średnich motocyklach klasy 350 cm³. Już w 1928 roku przystąpiono do prac projektowych i w 1929 roku skonstruowano pięć doświadczalnych modeli (IŻ-1 do IŻ-5), nie produkowanych seryjnie. Przystąpiono następnie do budowy nowego zakładu i od 1933 roku rozpoczęto tam produkcję motocykli IŻ-7 (poj. 293 cm³), a następnie jego wersji rozwojowych IŻ-8 (293 cm³) i IŻ-9 (350 cm³, 1940-1941). Podczas II wojny światowej w listopadzie 1941 wstrzymano produkcję motocykli, a następnie ewakuowano ją do Irbitu. Po II wojnie światowej w 1946 roku wznowiono produkcję motocykli w nowym zakładzie, zaczynając od IŻ-350 (poj. 346 cm³, kopia niemieckiego DKW NC-350, 1946-1951) i ulepszonego IŻ-49 (346 cm³, 1951-1958). Od 1956 roku produkowano nowy model IŻ-56 (346 cm³), zastąpiony następnie przez IŻ-Płanieta (Planeta). Od 1961 roku produkowano równolegle dwucylindrowy motocykl IŻ-Jupiter (347 cm³). Oba modele Planeta i Jupiter produkowane były w kolejnych wersjach rozwojowych przez kolejne cztery dekady. W 1996 roku zakłady motocyklowe wydzielono jako otwartą spółkę-córkę akcyjną (DOAO) Iżmasz-Moto, należącą do Iżmaszu.
Dawne przedwojenne zakłady motocyklowe zostały wydzielone jako osobne przedsiębiorstwo, obecnie OAO Iżewskij Motozawod "Aksion-Holding", zajmujący się techniką rakietową-wojskową.
W 1966 w ramach Iżmaszu uruchomiono zakład produkujący samochody, w innym miejscu miasta. Przez lata były to licencyjne konstrukcje zakładów MZMA: Moskwicz 408 i Moskwicz 412, a następnie także ich modyfikacje, wypuszczane pod marką IŻ. W 1977 fabryka wyprodukowała milionowy samochód, a cała produkcja później sięgnęła 3 milionów. Iżewskie Zakłady Samochodowe zostały następnie wydzielone jako osobna spółka IżAwto, nie należąca do koncernu Iżmasz.
Koncern Iżmasz został utworzony 17 września 1998

## Struktura i dalsza historia
W 2010 w skład koncernu wchodziły spółki (główny profil działalności):
- OAO Koncern Iżmasz
- OAO Iżewskij Maszynostroitielnyj Zawod (broń)
- OOO Legion (broń myśliwska)
- OAO Iżstanko (obrabiarki)
- OAO IIZ (Iżewskij Instrumientalnyj Zawod) (narzędzia)
- ZAO Iżmasz-metallosnab (złom)
- OOO Stroitielnaja Kompania
- OAO Iżmaszenergo (energia)

6 kwietnia 2012 ogłoszono upadłość Iżmaszu (z wniosku spółki Iżstanko).
Na 2022 rok Aleksander Nazarow stoi na czele rady dyrektorów firmy

## Motoryzacja
Pod koniec drugiej dekady XXI wieku Kałasznikow rozpoczął angażować się w branżę motoryzacyjną, wyrażając to zróżnicowanymi przedsięwzięciami. W sierpniu 2017 roku przedstawiony został projekt elektrycznego motocykla Kałasznikow Armia-2017, nad którym prace rosyjskie przedsiębiorstwo prowadziło od 2013 roku. Rok później Kałasznikow zaprezentował pierwszy w swojej historii prototyp elektrycznego samochodu o nazwie Kałasznikow CV-1. Pojazd utrzymano w estetyce retro odtwarzającej kształty nadwozia dawnego samochodu IŻ 2125 Kombi, stanowiąc jednak tylko platforma testowa do rozwoju technologii elektrycznych układów napędowych.
W sierpniu 2019 roku Kałasznikow przedstawił kolejny prototyp elektrycznego pojazdu, tym razem w postaci mikrosamochodu z nadwoziem z tworzywa sztucznego utrzymanym w koncepcji podobnej do polskiego Meleksa czy amerykańskiego GEM. 68-konny pojazd może rozpędzić się do 80 km/h i przejechać na jednym ładowaniu do 150 kilometrów. W listopadzie 2021 roku w internecie pojawiły się zdjęcia z urzędu patentowego obrazujące seryjnego Kałasznikowa UV-4 zarówno w wariancie czterokołowym, jak i krótszym, trójkołowym.

### Studyjne
- Kałasznikow Armia-2017 (2017)
- Kałasznikow CV-1 (2018)
- Kałasznikow UV-4 (2021)